# Rophites schoenitzeri
Rophites schoenitzeri là một loài Hymenoptera trong họ Halictidae. Loài này được Dubitzky mô tả khoa học năm 2005.